# Danse sur glace de patinage artistique aux Jeux olympiques de 2022
Pour des articles plus généraux, voir Patinage artistique aux Jeux olympiques de 2022 et Jeux olympiques d'hiver de 2022.
Navigation
Pyeongchang 2018 Milan-Cortina 2026
L'épreuve de danse sur glace des Jeux olympiques d'hiver de 2022 se déroule du 4 au 20 février 2022 au palais omnisports de Pékin en Chine. Vingt ans après Gwendal Peizerat et Marina Anissina, Gabriella Papadakis et Guillaume Cizeron apportent à la France la médaille d'or en danse sur glace. Vice-champions olympiques en 2018 à Pyeongchang, ils ne laissent cette fois pas la moindre chance à leurs adversaires, en commençant par battre le record du monde de la danse rythmique avec un score de 90,83 pts, puis en dominant le 14 février la danse libre pour améliorer leur total record datant de 2019 (226,61) pour le porter à 226,98. Finalement, ils devancent de 6,47 points le couple du comité olympique russe  Victoria Sinitsina et Nikita Katsalapov, et de 8,86 points les Américains Madison Hubbell et Zachary Donohue.

## Podium
| Épreuve         | Or                                    | Argent                               | Bronze                          |
| --------------- | ------------------------------------- | ------------------------------------ | ------------------------------- |
| Danse sur glace | Gabriella Papadakis Guillaume Cizeron | Victoria Sinitsina Nikita Katsalapov | Madison Hubbell Zachary Donohue |

## Résultats

### Danse rythmique
La danse rythmique a lieu le 12 février 2022.
| 1 | Gabriella Papadakis / Guillaume Cizeron      | France          | 90.83 (RM) | 51.65 | 39.18 | 9.71 | 9.61 | 9.86 | 9.82 | 9.96 | 0.00 | 18 |
| 2 | Victoria Sinitsina / Nikita Katsalapov       | ROC             | 88.85      | 50.26 | 38.59 | 9.64 | 9.46 | 9.71 | 9.68 | 9.75 | 0.00 | 19 |
| 3 | Madison Hubbell / Zachary Donohue            | États-Unis      | 87.13      | 48.82 | 38.31 | 9.61 | 9.36 | 9.64 | 9.64 | 9.64 | 0.00 | 23 |
| 4 | Madison Chock / Evan Bates                   | États-Unis      | 84.14      | 46.39 | 37.75 | 9.36 | 9.25 | 9.50 | 9.57 | 9.50 | 0.00 | 20 |
| 5 | Alexandra Stepanova / Ivan Bukin             | ROC             | 84.09      | 47.09 | 37.00 | 9.18 | 9.00 | 9.32 | 9.32 | 9.43 | 0.00 | 16 |
| 6 | Piper Gilles / Paul Poirier                  | Canada          | 83.52      | 46.17 | 37.35 | 9.32 | 9.18 | 9.46 | 9.36 | 9.36 | 0.00 | 21 |
| 7 | Charlène Guignard / Marco Fabbri             | Italie          | 82.68      | 45.85 | 36.83 | 9.14 | 9.04 | 9.32 | 9.29 | 9.25 | 0.00 | 22 |
| 8 | Laurence Fournier Beaudry / Nikolaj Sørensen | Canada          | 78.54      | 43.89 | 34.65 | 8.68 | 8.46 | 8.71 | 8.71 | 8.75 | 0.00 | 15 |
| 9 | Olivia Smart / Adrià Díaz                    | Espagne         | 77.70      | 42.78 | 34.92 | 8.61 | 8.50 | 8.82 | 8.79 | 8.93 | 0.00 | 14 |
| 10 | Lilah Fear / Lewis Gibson                    | Grande-Bretagne | 76.45      | 41.70 | 34.75 | 8.54 | 8.43 | 8.82 | 8.79 | 8.86 | 0.00 | 17 |
| 11 | Kaitlin Hawayek / Jean-Luc Baker             | États-Unis      | 74.58      | 40.80 | 33.78 | 8.36 | 8.21 | 8.54 | 8.50 | 8.61 | 0.00 | 13 |
| 12 | Wang Shiyue / Liu Xinyu                      | Chine           | 73.41      | 40.16 | 33.25 | 8.29 | 8.14 | 8.43 | 8.39 | 8.32 | 0.00 | 11 |
| 13 | Marjorie Lajoie / Zachary Lagha              | Canada          | 72.59      | 39.67 | 32.92 | 8.18 | 8.00 | 8.36 | 8.32 | 8.29 | 0.00 | 12 |
| 14 | Diana Davis / Gleb Smolkin                   | ROC             | 71.66      | 39.31 | 32.25 | 7.96 | 7.86 | 8.21 | 8.11 | 8.29 | 0.00 | 9  |
| 15 | Natalia Kaliszek / Maksym Spodyriev          | Pologne         | 70.32      | 39.51 | 30.81 | 7.57 | 7.57 | 7.71 | 7.86 | 7.79 | 0.00 | 7  |
| 16 | Juulia Turkkila / Matthias Versluis          | Finlande        | 68.23      | 38.14 | 31.09 | 7.79 | 7.54 | 7.93 | 7.79 | 7.82 | 1.00 | 2  |
| 17 | Natálie Taschlerová / Filip Taschler         | Tchéquie        | 67.22      | 37.07 | 30.15 | 7.57 | 7.29 | 7.57 | 7.61 | 7.64 | 0.00 | 4  |
| 18 | Maria Kazakova / Georgy Reviya               | Géorgie         | 67.08      | 37.17 | 29.91 | 7.43 | 7.21 | 7.54 | 7.57 | 7.64 | 0.00 | 8  |
| 19 | Tina Garabedian / Simon Proulx-Sénécal       | Arménie         | 65.87      | 35.57 | 30.30 | 7.57 | 7.36 | 7.71 | 7.61 | 7.61 | 0.00 | 10 |
| 20 | Oleksandra Nazarova / Maksym Nikitin         | Ukraine         | 65.53      | 35.44 | 30.09 | 7.54 | 7.50 | 7.50 | 7.50 | 7.57 | 0.00 | 3  |
| Couples de danse éliminés après la danse courte |                                              |                 |            |       |       |      |      |      |      |      |      |    |
| 21 | Katharina Müller / Tim Dieck                 | Allemagne       | 65.47      | 35.56 | 29.91 | 7.43 | 7.29 | 7.64 | 7.54 | 7.50 | 0.00 | 1  |
| 22 | Misato Komatsubara / Tim Koleto              | Japon           | 65.41      | 35.58 | 29.83 | 7.46 | 7.25 | 7.54 | 7.54 | 7.50 | 0.00 | 6  |
| 23 | Paulina Ramanauskaitė / Deividas Kizala      | Lituanie        | 58.35      | 32.49 | 25.86 | 6.54 | 6.18 | 6.61 | 6.54 | 6.43 | 0.00 | 5  |
| Légende : Score Tech. = Score technique ; Score Comp. = Score des composantes ; SS = Qualité de patinage (Skating Skills) ; TR = Transitions ; PE = Performance/Exécution ; CH = Chorégraphie ; IN = Interprétation ; Déd = Déductions ; RaD = Rang de départ |                                              |                 |            |       |       |      |      |      |      |      |      |    |

### Danse libre
La danse libre a lieu le 14 février 2022.
| 1 | Gabriella Papadakis / Guillaume Cizeron      | France          | 136.15 | 76.75 | 59.40 | 9.82 | 9.79 | 9.96 | 10.00 | 9.93 | 0.00 | 20 |
| 2 | Victoria Sinitsina / Nikita Katsalapov       | ROC             | 131.66 | 73.43 | 58.23 | 9.71 | 9.61 | 9.75 | 9.71  | 9.75 | 0.00 | 19 |
| 3 | Madison Hubbell / Zachary Donohue            | États-Unis      | 130.89 | 73.56 | 58.33 | 9.75 | 9.57 | 9.82 | 9.68  | 9.79 | 1.00 | 18 |
| 4 | Madison Chock / Evan Bates                   | États-Unis      | 130.63 | 72.59 | 58.04 | 9.50 | 9.54 | 9.68 | 9.89  | 9.75 | 0.00 | 17 |
| 5 | Charlène Guignard / Marco Fabbri             | Italie          | 124.37 | 69.22 | 55.15 | 9.14 | 9.07 | 9.29 | 9.21  | 9.25 | 0.00 | 14 |
| 6 | Olivia Smart / Adrià Díaz                    | Espagne         | 121.41 | 67.71 | 53.70 | 8.75 | 8.68 | 9.14 | 9.11  | 9.07 | 0.00 | 12 |
| 7 | Piper Gilles / Paul Poirier                  | Canada          | 121.26 | 66.19 | 55.07 | 9.14 | 9.04 | 9.21 | 9.21  | 9.29 | 0.00 | 15 |
| 8 | Alexandra Stepanova / Ivan Bukin             | ROC             | 120.98 | 65.34 | 55.64 | 9.25 | 9.18 | 9.18 | 9.46  | 9.29 | 0.00 | 16 |
| 9 | Lilah Fear / Lewis Gibson                    | Grande-Bretagne | 115.19 | 63.21 | 51.98 | 8.50 | 8.39 | 8.82 | 8.79  | 8.82 | 0.00 | 11 |
| 10 | Kaitlin Hawayek / Jean-Luc Baker             | États-Unis      | 115.16 | 62.99 | 52.17 | 8.61 | 8.54 | 8.75 | 8.68  | 8.89 | 0.00 | 10 |
| 11 | Laurence Fournier Beaudry / Nikolaj Sørensen | Canada          | 113.81 | 61.05 | 52.76 | 8.75 | 8.61 | 8.86 | 8.86  | 8.89 | 0.00 | 13 |
| 12 | Wang Shiyue / Liu Xinyu                      | Chine           | 111.01 | 61.34 | 50.67 | 8.39 | 8.25 | 8.54 | 8.50  | 8.54 | 1.00 | 9  |
| 13 | Marjorie Lajoie / Zachary Lagha              | Canada          | 108.43 | 58.93 | 49.50 | 8.18 | 7.96 | 8.39 | 8.36  | 8.36 | 0.00 | 8  |
| 14 | Diana Davis / Gleb Smolkin                   | ROC             | 108.16 | 59.77 | 48.39 | 7.89 | 7.75 | 8.25 | 8.25  | 8.18 | 0.00 | 7  |
| 15 | Juulia Turkkila / Matthias Versluis          | Finlande        | 105.65 | 58.07 | 47.58 | 7.82 | 7.54 | 8.14 | 8.11  | 8.04 | 0.00 | 5  |
| 16 | Tina Garabedian / Simon Proulx-Sénécal       | Arménie         | 101.16 | 55.74 | 45.42 | 7.54 | 7.32 | 7.71 | 7.64  | 7.64 | 0.00 | 2  |
| 17 | Natálie Taschlerová / Filip Taschler         | Tchéquie        | 101.10 | 55.42 | 45.68 | 7.68 | 7.39 | 7.64 | 7.71  | 7.64 | 0.00 | 4  |
| 18 | Oleksandra Nazarova / Maksym Nikitin         | Ukraine         | 97.34  | 52.30 | 45.04 | 7.43 | 7.39 | 7.46 | 7.61  | 7.64 | 0.00 | 1  |
| 19 | Maria Kazakova / Georgy Reviya               | Géorgie         | 97.25  | 52.21 | 45.04 | 7.43 | 7.39 | 7.43 | 7.71  | 7.57 | 0.00 | 3  |
| 20 | Natalia Kaliszek / Maksym Spodyriev          | Pologne         | 96.99  | 54.26 | 44.73 | 7.32 | 7.46 | 7.32 | 7.64  | 7.54 | 2.00 | 6  |
| Légende : Score Tech. = Score technique ; Score Comp. = Score des composantes ; SS = Qualité de patinage (Skating Skills) ; TR = Transitions ; PE = Performance/Exécution ; CH = Chorégraphie ; IN = Interprétation ; Déd = Déductions ; RaD = Rang de départ |                                              |                 |        |       |       |      |      |      |       |      |      |    |

### Classement final
Les couples sont classés selon la somme de leurs points de la danse rythmique et de la danse libre.
| Rang                                  | Noms                                         | Nationalité     | Points      | Danse rythmique | Danse rythmique | Danse libre | Danse libre |
| ------------------------------------- | -------------------------------------------- | --------------- | ----------- | --------------- | --------------- | ----------- | ----------- |
| Médaille d'or, Jeux olympiques        | Gabriella Papadakis / Guillaume Cizeron      | France          | 226.98 (RM) | 1               | 90.83           | 1           | 136.15      |
| Médaille d'argent, Jeux olympiques    | Victoria Sinitsina / Nikita Katsalapov       | ROC             | 220.51      | 2               | 88.85           | 2           | 131.66      |
| Médaille de bronze, Jeux olympiques   | Madison Hubbell / Zachary Donohue            | États-Unis      | 218.02      | 3               | 87.13           | 3           | 130.89      |
| 4                                     | Madison Chock / Evan Bates                   | États-Unis      | 214.77      | 4               | 84.14           | 4           | 130.63      |
| 5                                     | Charlène Guignard / Marco Fabbri             | Italie          | 207.05      | 7               | 82.68           | 5           | 124.37      |
| 6                                     | Alexandra Stepanova / Ivan Bukin             | ROC             | 205.07      | 5               | 84.09           | 8           | 120.98      |
| 7                                     | Piper Gilles / Paul Poirier                  | Canada          | 204.78      | 6               | 83.52           | 7           | 121.26      |
| 8                                     | Olivia Smart / Adrià Díaz                    | Espagne         | 199.11      | 9               | 77.70           | 6           | 121.41      |
| 9                                     | Laurence Fournier Beaudry / Nikolaj Sørensen | Canada          | 192.35      | 8               | 78.54           | 11          | 113.81      |
| 10                                    | Lilah Fear / Lewis Gibson                    | Grande-Bretagne | 191.64      | 10              | 76.45           | 9           | 115.19      |
| 11                                    | Kaitlin Hawayek / Jean-Luc Baker             | États-Unis      | 189.74      | 11              | 74.58           | 10          | 115.16      |
| 12                                    | Wang Shiyue / Liu Xinyu                      | Chine           | 184.42      | 12              | 73.41           | 12          | 111.01      |
| 13                                    | Marjorie Lajoie / Zachary Lagha              | Canada          | 181.02      | 13              | 72.59           | 13          | 108.43      |
| 14                                    | Diana Davis / Gleb Smolkin                   | ROC             | 179.82      | 14              | 71.66           | 14          | 108.16      |
| 15                                    | Juulia Turkkila / Matthias Versluis          | Finlande        | 173.88      | 16              | 68.23           | 15          | 105.65      |
| 16                                    | Natálie Taschlerová / Filip Taschler         | Tchéquie        | 168.32      | 17              | 67.22           | 17          | 101.10      |
| 17                                    | Natalia Kaliszek / Maksym Spodyriev          | Pologne         | 167.31      | 15              | 70.32           | 20          | 96.99       |
| 18                                    | Tina Garabedian / Simon Proulx-Sénécal       | Arménie         | 167.03      | 19              | 65.87           | 16          | 101.16      |
| 19                                    | Maria Kazakova / Georgy Reviya               | Géorgie         | 164.33      | 18              | 67.08           | 19          | 97.25       |
| 20                                    | Oleksandra Nazarova / Maksym Nikitin         | Ukraine         | 162.87      | 20              | 65.53           | 18          | 97.34       |
| Non qualifiés pour le programme libre |                                              |                 |             |                 |                 |             |             |
| 21                                    | Katharina Müller / Tim Dieck                 | Allemagne       |             | 21              | 65.47           | NC          | NC          |
| 22                                    | Misato Komatsubara / Tim Koleto              | Japon           |             | 22              | 65.41           | NC          | NC          |
| 23                                    | Paulina Ramanauskaitė / Deividas Kizala      | Lituanie        |             | 23              | 58.35           | NC          | NC          |